# Oregon City (lớp tàu tuần dương)
Oregon City là một lớp tàu tuần dương hạng nặng của Hải quân Hoa Kỳ được đưa ra hoạt động ngay sau Chiến tranh Thế giới thứ hai.

## Thiết kế
Oregon City là một phiên bản cải tiến của thiết kế lớp tàu tuần dương Baltimore trước đó; khác biệt chính là một cấu trúc thượng tầng dạng tháp thu gọn hơn với một ống khói gộp chung duy nhất, được dự tính để nhằm cải thiện góc bắn của dàn vũ khí phòng không. Kiểu cải tiến như vậy cũng là đặc điểm khác biệt giữa hai lớp tàu tuần dương hạng nhẹ Cleveland và Fargo.

## Lịch sử phục vụ
Tám chiếc trong lớp được chấp thuận cho chế tạo, nhưng chỉ có ba chiếc được hoàn tất: Oregon City, Albany và Rochester, và cùng được đưa ra hoạt động vào năm 1946. Do chiến tranh đã kết thúc, chiếc thứ tư bị tạm ngừng đang khi chế tạo, và việc chế tạo sáu chiếc sau cùng bị hủy bỏ. Chiếc thứ tư chưa hoàn tất, Northampton, được tiếp tục công việc chế tạo vào năm 1948 để phục vụ như một tàu chỉ huy. Oregon City được cho ngừng hoạt động chỉ sau 18 tháng phục vụ, có thể là quảng đời phục vụ ngắn nhất của mọi tàu tuần dương thời Thế Chiến II. Albany sau đó được cải biến thành một tàu tuần dương tên lửa điều khiển, trở thành chiếc dẫn đầu của lớp Albany và đã phục vụ cho đến năm 1980. Công việc cải biến tương tự được dự định dành cho Rochester nhưng sau đó bị hủy bỏ.

## Những chiếc trong lớp
| Tàu                          | Đặt lườn             | Hạ thủy             | Hoạt động            | Số phận |
| Oregon City (CA-122)         | 8 tháng 4 năm 1944   | 9 tháng 6 năm 1945  | 16 tháng 2 năm 1946  | Ngừng hoạt động 15 tháng 12 năm 1947; tháo dỡ năm 1973                                                           |
| Albany (CA-123)/(CG-10)      | 6 tháng 3 năm 1944   | 30 tháng 6 năm 1945 | 15 tháng 6 năm 1946  | Cải biến thành tàu tuần dương tên lửa điều khiển năm 1958. Ngừng hoạt động 29 tháng 8 năm 1980; tháo dỡ năm 1990 |
| Rochester (CA-124)           | 29 tháng 5 năm 1944  | 28 tháng 8 năm 1945 | 20 tháng 12 năm 1946 | Ngừng hoạt động 15 tháng 8 năm 1961; tháo dỡ năm 1974                                                            |
| Northampton (CA-125)/(CLC-1) | 31 tháng 8 năm 1944  | 27 tháng 1 năm 1951 | 7 tháng 3 năm 1953   | Cải biến thành tàu chỉ huy năm 1948. Ngừng hoạt động 8 tháng 4 năm 1970; rút đăng bạ 1 tháng 12 năm 1977         |
| Cambridge (CA-126)           | 16 tháng 12 năm 1944 |                     |                      | Bị hủy bỏ 12 tháng 8 năm 1945                                                                                    |
| Bridgeport (CA-127)          |                      |                     |                      | Bị hủy bỏ 12 tháng 8 năm 1945                                                                                    |
| Kansas City (CA-128)         | 9 tháng 7 năm 1945   |                     |                      | Bị hủy bỏ 12 tháng 8 năm 1945                                                                                    |
| Tulsa (CA-129)               |                      |                     |                      | Bị hủy bỏ 12 tháng 8 năm 1945                                                                                    |
| Norfolk (CA-137)             | tháng 12 năm 1944    |                     |                      | Bị hủy bỏ 12 tháng 8 năm 1945                                                                                    |
| Scranton (CA-138)            | 27 tháng 12 năm 1944 |                     |                      | Bị hủy bỏ 12 tháng 8 năm 1945                                                                                    |